# National Broadcasting Network
 (mai 2018).
Si vous disposez d'ouvrages ou d'articles de référence ou si vous connaissez des sites web de qualité traitant du thème abordé ici, merci de compléter l'article en donnant les références utiles à sa vérifiabilité et en les liant à la section « Notes et références ».
National Broadcasting Network connue sous son sigle NBN, est une chaîne de télévision libanaise créée le 4 mai 1996. 
Cette chaîne arabophone généraliste nationale privée est la propriété de la société The National Brodcasting Network S.A.L (en français : Le réseau de diffusion national S.A.L).
C’est la septième chaîne de télévision au Liban en termes d’audiences selon les statistiques de Ipsos-Nielsen. La chaîne est reçue dans le monde entier par satellite, câble, et par diffusion web. Elle est disponible par exemple en France sur le canal 522 de la fibre Orange.
Cette chaîne a changé de nom en 2007 pour City TV puis est retourné à son ancien nom sous demande du public[réf. nécessaire].
En 2016, la chaîne passe à la Haute Définition (HD)[réf. souhaitée].